# Tausendblum
Tausendblum ist eine ehemalige Gemeinde (ca. 1850 bis 1971) am linken Ufer des Laabenbaches westlich von Neulengbach und gehört seit 1. Jänner 1972 als Katastralgemeinde zu Neulengbach (Stadt seit 2000). Durch die günstige Lage an Laabenbach und Durchzugsstraße sowie mit Bahnhof der Westbahn siedelten sich Industriebetriebe und später Handelsmärkte entlang der Bundesstraße 19 beziehungsweise beim Bahnhof (Lagerhaus, Rehau-Werke) an. Somit war Tausendblum eine wohlhabende Gemeinde aber ohne Kirche und wirkliches Gemeindezentrum. Die Bewohner Unter Dambachs gingen nach St.Christophen zur Kirche, die Schönfelder nach Ollersbach und alle anderen meist nach Neulengbach.
Der Name Tausendblum leitet sich von einem Weiler an einem Südhang zum Dambach mit ursprünglich vier Häusern ab und wurde wegen des schönen Klanges für den Zusammenschluss von zehn Siedlungen angenommen (Zahlen von 1923):
- Tausendblum: 6 Häuser – 70 Einwohner
- Schönfeld: 29 Häuser – 123 Einwohner
- Schrabatz: 11 Häuser – 55 Einwohner
- Laa: 6 Häuser – 70 Einwohner
- Matzelsdorf: 18 Häuser – 88 Einwohner
- Ebersberg: 64 Häuser – 609 Einwohner
- Straß: 16 Häuser – 116 Einwohner
- Stocket: 3 Häuser – 17 Einwohner
- Unter Dambach: 17 Häuser – 90 Einwohner
- Umsee: 22 Häuser – 127 Einwohner

Sämtliche Ortsteile, ausgenommen Ober-Schönfeld, waren ursprünglich bäuerliche Ansiedlungen. Ober-Schönfeld wurde entlang der Durchfahrtsstraße Richtung Sankt Pölten als Straßendorf in der zweiten Hälfte des 19. Jahrhunderts neu gegründet. Tausendblum gehörte von 1890 bis 1938 zum Bezirk Hietzing-Umgebung.
Zum Vergleich die Häuser (Hausnummern) von Tausendblum auf einer Gemeindekarte von Tausendblum (vor 1870):
- Tausendblum Nr. 1 (= Reiserhof) bis 4
- Unter Schönfeld 5 – 9
- Schrabatz 10 – 13
- Laa 14 – 17
- Eitzenberg 18
- Matzelsdorf 19 – 21
- Strass und Ebersberg 22 – 45
- Stocket 46 – 48
- Unter Dambach 49 – 57

Umsee gehörte damals nicht zu Tausendblum.
Geschichte des Ortsnamens
Urkundlich 1438 als Tausenntpluemen "bei der besonders ertragreichen Wiese" erwähnt.
Weitere geographische Objekte mit Tausendblum
Neben dem erwähnten ursprünglichen Weiler Tausendblum beim Reiserhof (ursprünglich Reisethof, so auf der Gemeindekarte von Tausendblum von 1823, der durch Gemeinde-Verordnung vom 20. März 2018 auf  „Reiserhof“ umbenannt wurde) in Schönfeld und der ehemaligen Gemeinde Tausendblum (bis 1971; heute noch als Benennung der Katastralgemeinde für Grundbuchzwecke) gibt es noch:
- Tausendblumstraße in Schönfeld
- Tausendblumweg gleich anschließend
- Tausendblumergasse in Neulengbach beim ehemaligen Gemeindeamt von Tausendblum
- 2020 benannte die Stadtgemeinde Neulengbach nach einem Ortstafel-Streit aus politischen Gründen die Ortsteile Ebersberg und Strass in Tausendblum um.

## Persönlichkeiten
- Karl Deix (1903–1966) war als Sozialist während des 2. Weltkrieges im Widerstand tätig und errang 1945 in der Gemeinde  Tausendblum die Mehrheit. Er führte Tausendblum als Bürgermeister zur Hochblüte und sorgte für die Errichtung einer Wasserleitung, Betriebsansiedelungen und ein soziales Gemeinwesen mit Mutterberatung, Wäschepakete für Neugeborene, einer Bibliothek und die Errichtung einer Wohnsiedlung für Arbeiter, die noch immer seinen Namen trägt.

- Josef Scheicher (1842–1924), Priester und Politiker, Verleihung des Ehrenbürgerrechts am 18. Jänner 1908[4]